# Kaszów (Klein-Polen)
Kaszów is een plaats in het Poolse district Krakowski, woiwodschap Klein-Polen. De plaats maakt deel uit van de gemeente Liszki en telt 2030 inwoners.